# Voile d'Orphée

Le Voile d'Orphée est la première œuvre de musique électronique. En deux parties, elle fut composée en 1953 par Pierre Henry à partir de son opéra composé en 1951 pour le Festival de Donaueschingen.
L'œuvre est interprétée en grec ancien, et évoque plusieurs fois Zeus.

## Utilisation
Un extrait de la seconde partie a été utilisé dans le film L'Enfance d'Ivan du réalisateur russe Andreï Tarkovski sorti en 1962, et dans le film américain Au-delà du réel sorti en 1980.

## Discographie
- 1969 disque 33 tours Philips 836.887 (avec Entité et Spirale) durée 43 min
- 1987 disque compact Harmonia Mundi HMC 905200 (avec Variations pour une porte et un soupir) durée 15 min 30